# Papiri tacomare
Espèce
Papiri tacomare est une espèce d'araignées aranéomorphes de la famille des Sparassidae.

## Distribution
Cette espèce est endémique du Brésil. Elle se rencontre dans les États du Paraíba, d'Alagoas, du Sergipe et de Bahia.

## Description
Le mâle holotype mesure 12,2 mm et la femelle paratype 12,0 mm, les femelles mesurent de 12,0 à 17,0 mm.

## Systématique et taxinomie
Cette espèce a été décrite par Rheims en 2025.

## Publication originale
- Rheims, 2025 : « Papiri gen. nov., a new genus of huntsman spiders (Araneae: Sparassidae: Sparianthinae) from Brazil. » Zootaxa, no 5583(3), p. 526-548.